# Octoparse
Octoparse는 웹 사이트에서 정보를 추출하기 위해 .NET으로 작성된 클라이언트 측 소프트웨어이다. 웹 사이트에서 데이터를 수집하여 데이터베이스나 다른 문서 형식으로 정렬 할 수 있다.

## 역사
Octoparse는 케빈 류가 설립한 회사로, 미국 캘리포니아에 본사를 두고 있다. 2012년 12월에는 중국 선전 시에 새 지부가 문을 열었다. 2015냔 9월에는 옥토퍼스 데이터 주식회사의 해외 지부가 창립되었고, 2016년 3월에 첫 해외판 Octoparse가 발매되었다.